# ژان پاتو
ژان پاتو (انگلیسی: Jean Patou; ۲۸ دسامبر ۱۸۷۸ – ۱ ژانویهٔ ۱۹۱۴) دوچرخه‌سوار اهل بلژیک بود.